# Poeciliopsis retropinna
Poeciliopsis retropinna, tên thông thường là olomina, là một loài cá nước ngọt thuộc chi Poeciliopsis trong họ Cá khổng tước. Loài này được mô tả lần đầu tiên vào năm 1908.

## Từ nguyên
Danh pháp của loài cá này (retropinna) được ghép từ 2 âm tiết trong tiếng Latinh, retro ("đằng sau") và pinnis ("vây"), có lẽ ám chỉ đến việc vây lưng của chúng cách đều đỉnh mõm và rìa sau của vây đuôi.

## Phân bố và môi trường sống
P. retropinna có phạm vi phân bố ở Trung Mỹ. Loài cá này được tìm thấy từ hệ thống lưu vực sông Térraba ở Costa Rica, trải dài về phía đông nam đến hệ thống lưu vực sông Chiriquí ở phía tây Panama. Loài cá này sống trong các lạch suối, sông hồ, nơi có dòng chảy tương đối chậm và đáy có nhiều đá sỏi hoặc bùn cát.
Việc mở rộng ngành nông nghiệp đã dẫn đến nạn phá rừng ở phần lớn lưu vực sông Térraba, cộng thêm sự xuất hiện của các công trình thủy điện và nguồn nước bị ô nhiễm do việc xả nước thải đã ảnh hưởng trực tiếp đến môi trường sống của P. retropinna. Vì những lý do đó mà P. retropinna đã được xếp vào Loài sắp nguy cấp.

## Mô tả
Cá cái của loài P. retropinna có chiều dài cơ thể lớn nhất được ghi nhận là 8 cm; ở cá đực, chiều dài cơ thể lớn nhất được ghi nhận là 5 cm.